# Крижанова-Бриндзова, Гелена
Геле́на Кри́жанова-Бри́ндзова (словац. Helena Križanová-Brindzová; 1922—1990) — словацкая писательница, поэтесса, сценарист и переводчик.

## Биография
Родилась в 1922 году в Луданице. Окончила гимназию в Нитре и в 1941—1948 годах работала учительницей в родном селении. В 1948—1949 гг. являлась сотрудницей Союза словацких писателей в Братиславе, а в 1949–1950 и 1953–1955 годах работала сценаристом на Чехословацком радио в Братиславе. В 1951—1953 годах была редактором детского журнала «Zornička», в 1956—1959 годы редактировала журнал «Pionier», а в 1967—1969 годах — «Rodina a škola». С 1969 года работала внештатным автором и вышла на пенсию в 1976 году.
Умерла 1 августа 1990 года в Братиславе.

## Творчество
Преимущественно автор произведений для детей и юношества. Переводила на словацкий язык прозу и поэзию русских, украинских и белорусских писателей (в том числе сказки А. С. Пушкина, «Конёк-Горбунок» П. П. Ершова, «Белолобый» А. П. Чехова и др.)

### Книги в русском переводе
- Связной (словац. Poštárik, 1961; перевод 1974 г.)
- Возвращение связного (словац. Poštárik sa vráti, 1976; перевод Ю. Преснякова 1980 г.)
- Ду́шан (словац. Dušan, 1962; пересказ Ю. Преснякова 1981 г.)

## Семья
- сын Душан Бриндза (словац. Dušan Brindza, род. 12.09.1949) — сценарист, редактор журналов